# Billy Quick
William Sidney Quick, detto Billy (Cardiff, 19 aprile 1902 – Swansea, luglio 1994), è stato un pallanuotista britannico.
Ha partecipato ai Giochi di Amsterdam 1928.